# Charles Holzmann
Charles Holzmann fue un deportista suizo que compitió en remo. Ganó dos medallas en el Campeonato Europeo de Remo, oro en 1912 y plata en 1913.

## Palmarés internacional
| Campeonato Europeo | Campeonato Europeo | Campeonato Europeo | Campeonato Europeo |
| Año                | Lugar              | Medalla            | Prueba             |
| ------------------ | ------------------ | ------------------ | ------------------ |
| 1912               | Ginebra (Suiza)    | Medalla de oro     | Dos con timonel    |
| 1913               | Gante (Bélgica)    | Medalla de plata   | Dos con timonel    |